# Tông Huấn
Tông Huấn (Latinh: Exhortatio Apostolica) là một loại văn kiện truyền thông của giáo hoàng Giáo hội Công giáo Rôma gửi đến cộng đồng tín hữu Công giáo nhằm khuyến khích họ thực hiện một hoạt động cụ thể nào đó theo sự biến đổi của xã hội, nhưng đây không phải là một định nghĩa về giáo lý. Tông Huấn được coi là văn kiện thấp hơn thông điệp nhưng cao hơn so với Tông Thư và các văn kiện khác của giáo hoàng.